# Kambadahalli, Koratagere
Kambadahalli là một làng thuộc tehsil Koratagere, huyện Tumkur, bang Karnataka, Ấn Độ.